# Vaapukkasaari (ö i Norra Karelen)
Vaapukkasaari är en ö i Finland. Den ligger i sjön Pyhäselkä och i kommunen Libelits i den ekonomiska regionen  Joensuu ekonomiska region  och landskapet Norra Karelen, i den sydöstra delen av landet, 400 km nordost om huvudstaden Helsingfors. Öns area är 0,6 hektar och dess största längd är 110 meter i nord-sydlig riktning.